# Fritz Albrecht (Observator)
Fritz Heinrich Wilhelm Albrecht (* 23. September 1896 in Guben; † 1965) war ein deutscher Observator.

## Leben
Er war der Sohn des Gubener Oberpostsekretärs Heinrich Albrecht und dessen Ehefrau Helene geborene Becker. Nach dem Besuch des Gymnasiums in Cottbus meldete er sich 1915 als Freiwilliger zum Ernste Weltkrieg. 1917 wurde er Laboratoriumsmitarbeiter bei Siemens & Halke, Wernerwerk und begann 1918 an der Technischen Hochschule und Universität in Berlin zu studieren. Von 1921 bis 1923 arbeitete er für AEG. 1923 promovierte er in Berlin zum Dr. phil. Danach war es als wissenschaftlicher Angestellter tätig.
1929 wurde Fritz Albrecht zum Observator am Meteorologischen Observatorium Potsdam ernannt, in dem er als Mitglied der Meteorologischen Gesellschaft fortan wirkte. Er publizierte mehrfach über meteorologische Themen und war insbesondere auf dem Gebiet der Strahlungsforschung tätig.
1935 wurde er zum Regierungsrat ernannt und in den Reichswetterdienst übernommen.
Nach Ende des Zweiten Weltkrieges ging er nach München, wo er am Institut für allgemeine und angewandte Geologie und Mineralogie der Universität München wirkte.

## Werke (Auswahl)
- Untersuchungen über den Wärmehaushalt der Erdoberfläche in verschiedenen Klimagebieten, Berlin, 1940.
- (mit Paul Brosse): Ergebnisse von Dr. Haudes Beobachtungen der Strahlung und des Wärmehaushaltes der Erdoberfläche an den beiden Standlagern bei Ikengüng und am Edsen-Gol, 1931–32, 1941.
- Die thermische Konvektion in der freien Atmosphäre und ihre Bedeutung für den Wärmeumsatz zwischen Erdoderfläche und Luft, Berlin, 1942.
- Die Intensität der Sonnen- + Himmelsstrahlung (Globalstrahlung) auf die Fläche in verschiedenen Spektralgebieten (= Forschungs- und Erfahrungsberichte des Reichswetterdienstes. Reihe A, Bd. 18), Deutsches Reich Reichsamt für Wetterdienst, 1943.
- Jahreskarten des Wärme- und Wasserhaushaltes der Ozeane, Offenbach, 1960.
- Der jährliche Gang der Komponenten des Wärme- und Wasserhaushaltes der Ozeane, Offenbach, 1961.
- Untersuchungen des Wärme- und Wasserhaushaltes der südlichen Kontinente, 1965.